# Макбет (пьеса)

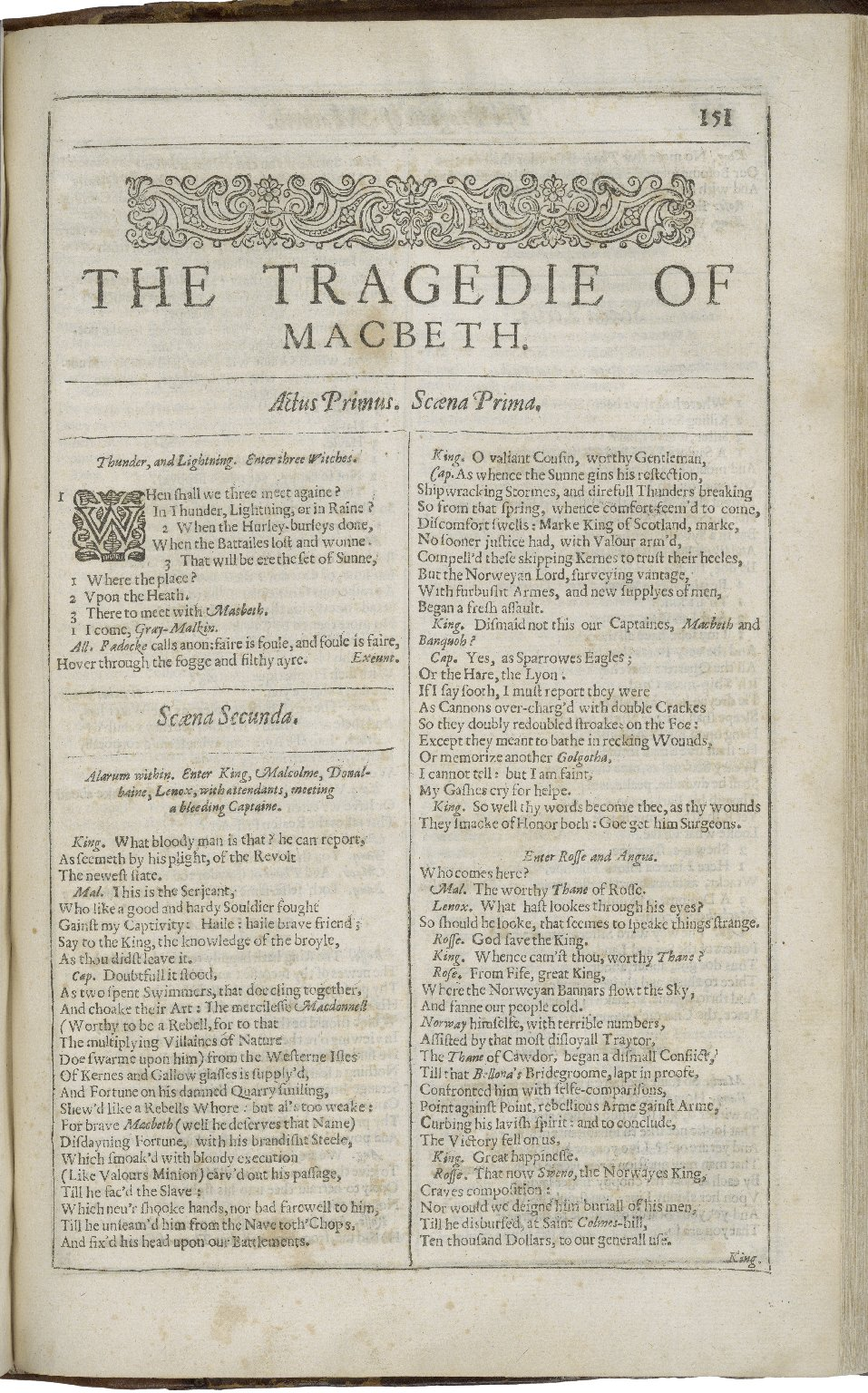

«Макбе́т» (англ. Macbeth) — пьеса, одна из наиболее известных трагедий Уильяма Шекспира. Пьеса, отдалённо основанная на истории реального шотландского короля Макбета, часто представляется архетипичной историей об опасности чрезмерной жажды власти и измены друзьям.

## Сюжет
Пьеса открывается грозовой сценой с громом и молнией; три ведьмы решают, где будет их встреча с Макбетом. Перед уходом ведьмы говорят: «Прекрасное ужасно, и ужасное прекрасно» (Fair is foul, and foul is fair). В следующей сцене раненый сержант докладывает королю Шотландии Дункану о том, что его генералы Макбет и Банко разбили войска из Норвегии и Ирландии под предводительством восставшего Макдональда. Макбета восхваляют за его смелость и отвагу.
Макбет с Банко беседуют, возвращаясь после битвы, и первые слова Макбета: «Я не видел дня прекраснее и ужаснее» (So foul and fair a day I have not seen). Они перекликаются со словами ведьм о прекрасном и ужасном.

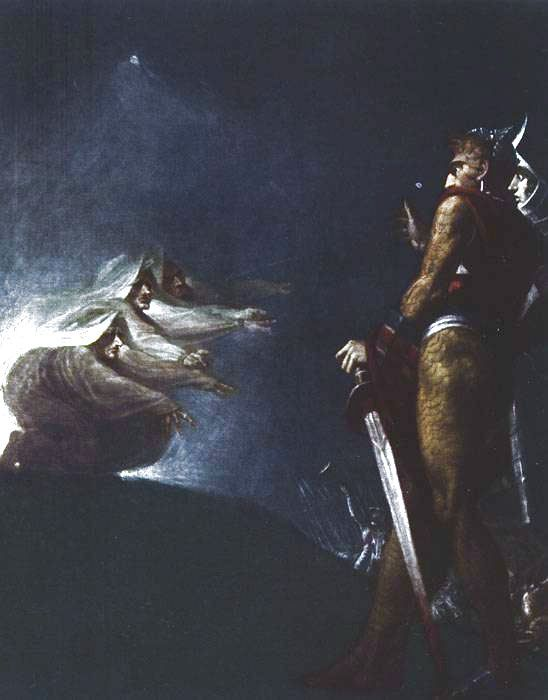
Макбет и ведьмы, картина Генри Фюзели (1741—1825)

Они встречают ведьм, которые одаривают их своими предсказаниями.
Первая восхваляет Макбета как гламисского тана (шотландский дворянский титул, которым Макбет был наделён по происхождению), вторая — как Кавдорского тана, а третья — что он даже будет новым королём. Пока Макбет стоит в задумчивости, они говорят свои предсказания и Банко: «тот королём не будет, зато станет предком целой династии королей». Тут ведьмы незаметно исчезают, а вместо них появляется посланник от короля Росс и сообщает о присвоении Макбету титула кавдорского тана (предыдущий тан осуждён за измену на казнь) — первое предсказание выполнено. У Макбета сразу же появляются виды стать королём.

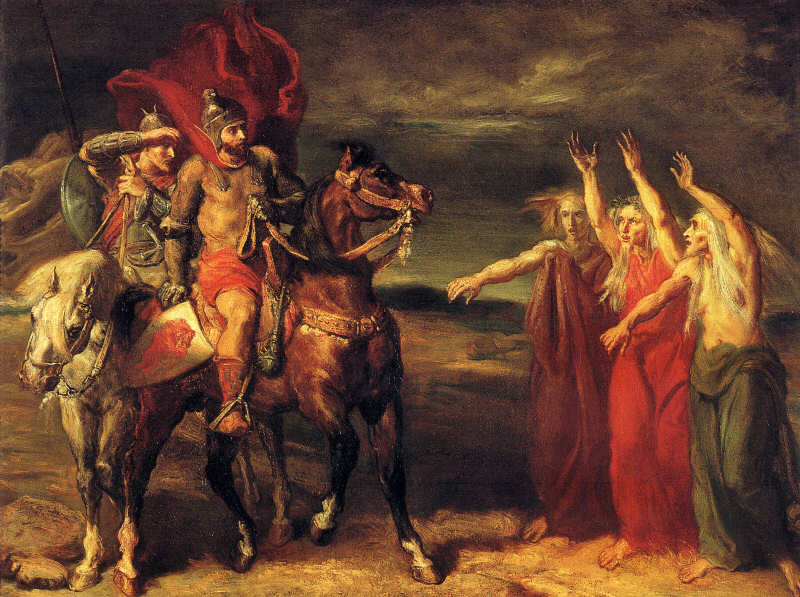
Теодор Шассерио Макбет и Банко встречаются с ведьмами

Макбет в письме передал жене предсказания. Когда король Дункан решил остановиться в замке Макбета (по легенде Замок Кавдор) недалеко от Инвернесса, жена Макбета захотела убить его, чтобы гарантировать трон супругу. Макбет высказал сомнение в необходимости цареубийства, но жена убедила его согласиться с планом.
Макбет оказался настолько потрясён совершённым убийством, что его жена взяла и всё остальное на себя, подложив окровавленный кинжал спящей прислуге.
На следующее утро приезжают Леннокс и Макдуф, тан Файфа. Макбет провожает их к королю, и Макдуф обнаруживает труп. В поддельной ярости Макбет убивает прислугу, не дав им возможности оправдаться. Макдуф всё же сразу начинает подозревать Макбета, не подавая виду.
Опасаясь за свои жизни, сыновья короля Дункана бегут: Малкольм — в Англию, а Дональбэйн — в Ирландию. Бегство наследников по праву попадает под подозрение, и Макбет принимает трон Шотландии.
Несмотря на этот успех, Макбет размышляет о третьем пророчестве, данном Банко. Он приглашает того на пир, но узнав, что Банко с младшим сыном Флинсом уже собрались на прогулку на лошадях тем вечером, нанимает убийц. В результате покушения Банко погибает, но Флинсу удаётся бежать.

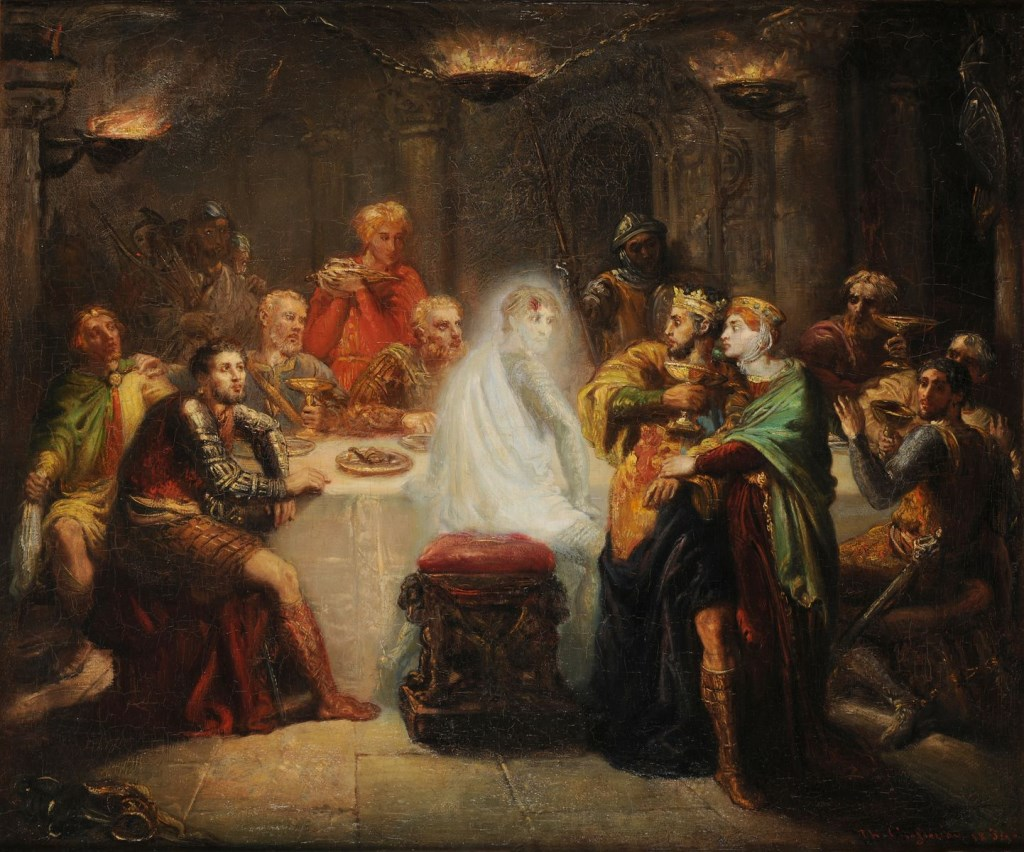
Теодор Шассерио Явление призрака Банко Макбет (между 1854 и 1855)

На банкете внезапно появляется призрак Банко и садится на трон Макбета. Только сам Макбет может его видеть. Остальные гости реагируют удивлённо на то, как Макбет кричит на пустой трон — леди Макбет приказывает им удалиться. Встревоженный Макбет снова идёт к ведьмам.
Они вызывают трёх призраков с тремя предупреждениями-предсказаниями: «Остерегайся Макдуфа», «Никто из тех, кто женщиной рождён, не повредит Макбету» и «От всех врагов Макбет храним судьбой, пока Бирнамский лес не выйдет в бой на Дунсинанский холм» (цитируется по переводу М. Лозинского). Пока Макдуф уезжает в Англию, чтобы идти вместе с Малкольмом на Макбета, Макбет приказывает убить всех в его замке, включая леди Макдуф и детей.

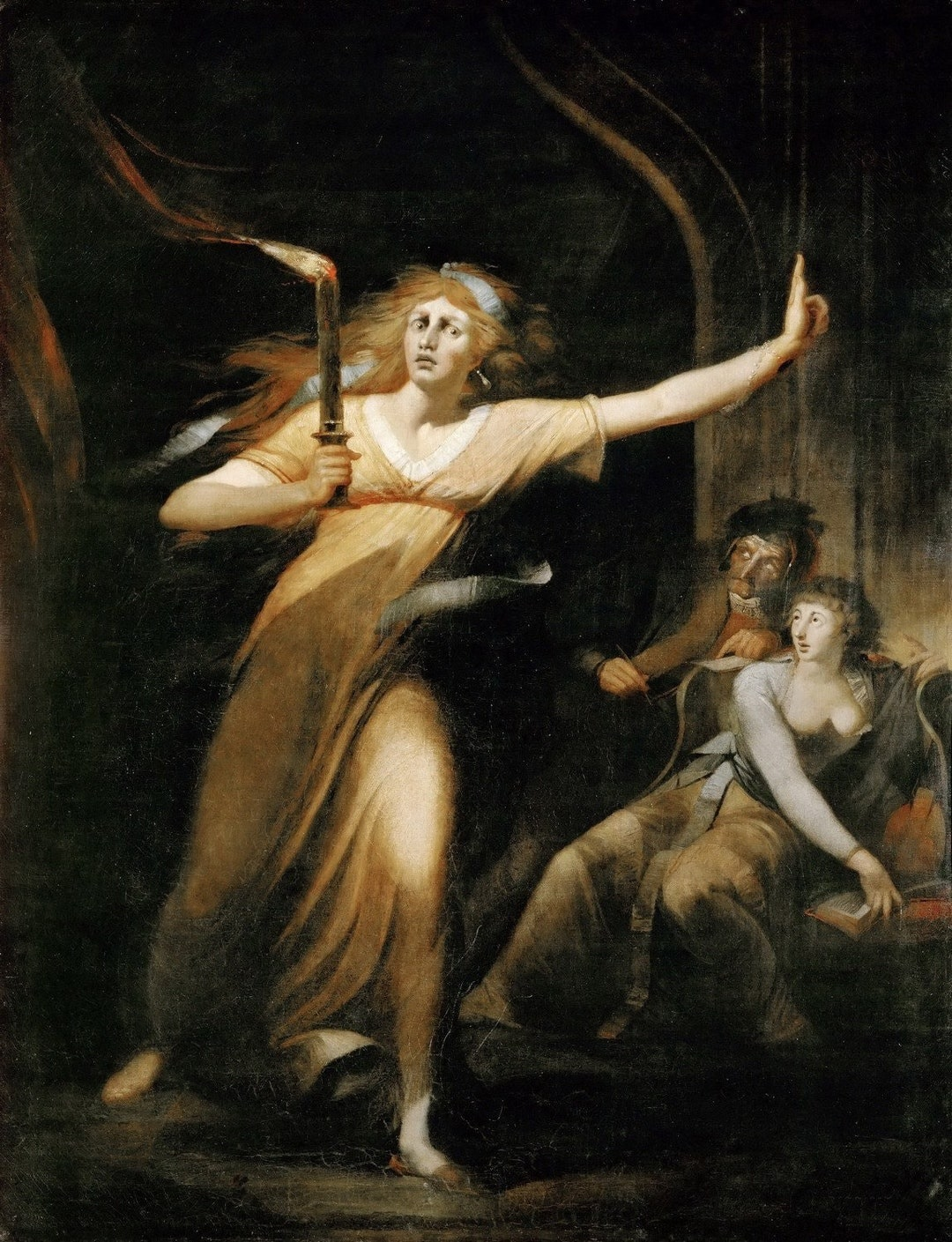
Леди Макбет ходит во сне, картина Генри Фюзели

Леди Макбет в это время гложет совесть — она ходит во сне и пытается смыть воображаемую кровь с рук, всё время говоря об ужасных вещах.
Малкольм и Макдуф тем временем, собрав армию, планируют вторгнуться в Шотландию и свергнуть «тирана» Макбета. Макбет видит, что многие из его дворян (танов) его оставили. Малкольм, Макдуф и Сивард окружают замок Дунсинан. Их воины собирают ветви деревьев для маскировки своего расположения в Бирнамском лесу; слуга в панике сообщает Макбету, что лес стал двигаться. Второе пророчество сбылось.
Тем временем Макбет произносит знаменитый нигилистичный монолог «Завтра, завтра, завтра», узнав о смерти леди Макбет (Макбет заключает, что это самоубийство).
Разгорается битва, Сивард-младший убит, Макдуф сходится с Макбетом. Макбет говорит, что не боится Макдуфа и что он не может быть убит любым мужчиной, рождённым женщиной. Тогда Макдуф отвечает, что он «из чрева матери ножом исторгнут». Макбет наконец понимает последнее пророчество, но поздно. Битва заканчивается тем, что Макдуф отрубает голову Макбету, исполняя пророчество.
В заключительной сцене коронуется Малкольм. Считается, что пророчество ведьм в отношении Банко исполнено, ведь реальный король Англии Яков I из шотландского дома Стюартов считался зрителями времён Шекспира потомком Банко. На это имеется прямой намёк и в самом тексте Шекспира, когда Макбет видит призрак Банко и ряд его потомков-королей; восьмой из них держит зеркало, где видны новые короли «с трёхствольным скипетром, с двойной державой» (так как начиная именно с Якова I, восьмого короля из дома Стюартов, шотландские монархи стали править также Англией и Ирландией).

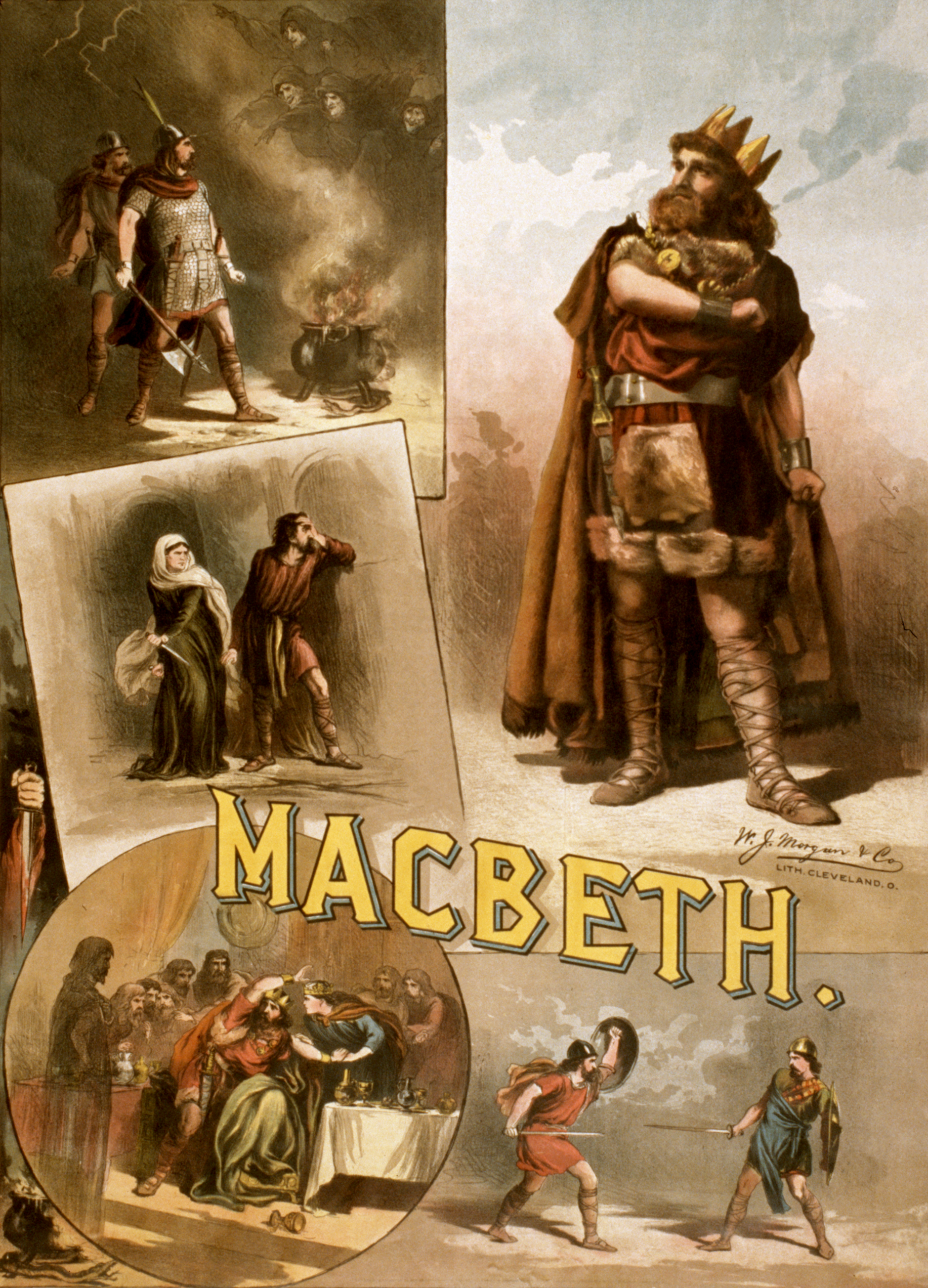
Афиша пьесы, приблизительно 1884 год

## Театральные постановки

### На английском языке
- 20 апреля 1610 года — упоминание в дневнике астролога Саймона Формана (умер в 1611) посещения спектакля «Макбет» в театре «Глобус». Пьеса, скорее всего, написана и поставлена в 1606 году. Макбет — Ричард Бёрбедж.
- 1664 год — адаптация Уильяма Давенанта (с элементами оперы, музыка Мэтью Лока, потом Джона Экклеса, потом Ричарда Левериджа)[1].
- 1786 год — первая постановка «Макбета» Джоном Кемблом и издание его эссе «Заново обдуманный „Макбет“: ответ на отдельные замечания по поводу отдельных персонажей Шекспира»[2]
- 1794 год — новый спектакль «Макбет» в театре Друри-Лейн. Макбет — Джон Кембл, леди Макбет — Сара Сиддонс[3].
- 1976 год, 1978 год — Королевская шекспировская компания в театре «Вторая сцена» (Стратфорд-апон-Эйвон) и Donmar Warehouse (Ковент Гарден, Лондон), режиссёр Тревор Нанн. Макбет — Иэн Маккеллен, леди Макбет — Джуди Денч. Спектакль был очень высоко оценён критиками.[4] Джуди Денч выиграла за своё исполнение свою первую премию Лоренса Оливье. В 1979 году Нанн снял телевизионный фильм по своей постановке[5].
- 2013 год — церковь Святого Петра (Манчестер), режиссёр Кеннет Брана. Макбет — Кеннет Брана, леди Макбет — Алекс Кингстон, Макдуф — Рэй Фирон, леди Макдуф — Розали Крэйг. Спектакль, поставленный в рамках Манчестерского международного театрального фестиваля, проходил в лишённой статуса освящённой церкви: зрители сидели на скамьях, а действие разворачивалось вдоль нёфа с настоящим дождём и сценами боев. Постановка транслировалась в рамках проекта «Национальный театр в прямом эфире»[6].

### Постановки в России
В России пьеса до 1860 года была запрещена к постановке.
- 27 сентября 1862 — первая постановка в России (гастроли Айры Олдриджа с труппой Малого театра, на сцене Большого театра; Макбет — Айра Олдридж, леди Макбет — Н. Рыкалова.
- 1866 — Петербургская немецкая труппа.
- 1890 — первая постановка полностью на русском языке; Малый театр (перевод С. Юрьева; Макбет — А. Южин, леди Макбет — Г. Федотова). Среди последующих постановок Малого театра: 1896, Макбет — А. Южин, леди Макбет — М. Ермолова, Дункан — А. Ленский, Макдуф — К. Рыбаков; 1899, Малькольм — А. Остужев; 1914, леди Макбет — Н. Смирнова.
- 1900 — Театр литературно-художественного общества, Петербург (Макбет — В. Далматов, леди Макбет — Л. Яворская).
- 1906 — Васильеостровский театр, Петербург (Макбет — В. Гардин).

Постановки на провинциальных и столичных российских сценах (пьеса ставилась довольно редко): среди исполнителей — А. К. Любский, Е. Ф. Павленков, И. М. Шувалов (Макбет); А. В. Дарьял, А. А. Пасхалова (леди Макбет).
Постановки в РСФСР:
- 23 августа 1918 — Петроград, цирк Чинизелли (реж. А. Грановский; Макбет — Ю. Юрьев, леди Макбет — М. Андреева).

Постановки в СССР:
- 1940 — Ленинградский театр драмы им. Пушкина (реж. Л. Вивьен; Макбет — Н. Симонов, леди Макбет — Е. Жихарева)
- 1955 — Малый театр, Москва (реж. К. Зубов, Е. Велихов, комп. А. Хачатурян; Макбет — М. Царёв, леди Макбет — Е. Гоголева)
- 1957 — Рижский русский театр, (реж. С. Радлов; Макбет — Ю. Юровский).
- 1982 Саратовский академический драматический театр им. Карла Маркса постановка Александра Дзекуна
- 1986 — Москва, ЦАТСА, реж. И. Унгуряну. Макбет — Владимир Сошальский[7], Анатолий Васильев, леди Макбет — Людмила Чурсина[8].

Постановки в РФ:
- 27 марта 1995 — Большой драматический театр имени Г. А. Товстоногова, Санкт-Петербург (постановка Т. Чхеидзе; Леди Макбет — Алиса Фрейндлих).
- 2008 — НГАДТ «Красный факел», Режиссёр-постановщик — Тимофей Кулябин, Макбет — Константин Телегин.
- 2012 — Самарский академический театр драмы им. М. Горького, режиссёр-постановщик — Альгирдас Латенас (Литва); Дункан — Владимир Гальченко; Макбет — Даниил Богомолов; Леди Макбет — Нина Лоленко, Наталья Ионова; Банко — Георгий Кузубов.
- 2012 — 13 октября состоялась премьера в театр имени Ленсовета «Макбет. Кино.» Режиссёр Юрий Бутусов. (Макбет — Иван Бровин, Леди Макбет — Лаура Пицхелаури, Дункан — Виталий Куликов, Банко — Григорий Чабан, Флинс — Роман Кочержевский). Юрий Бутусов был удостоен Специальной премии жюри драматического театра и театра кукол Российской национальной театральной премии «Золотая Маска» «За поиск уникального сценического языка».
- 2019 — декабрь 2018 — январь 2019. Москва, Театр на Малой Бронной. Режиссёр Антон Яковлев. В ролях Настасья Самбурская и Даниил Страхов.
- ноябрь 2018. Москва, театр им. М. Н. Ермоловой. Режиссёр и исполнитель главной роли — Олег Меньшиков.
- 2022 −16 декабря 2022 — нас. время. Нижний Новгород. Нижегородский государственный академический театр драмы им. М. Горького. Режиссёр Геннадий Шапошников — лауреат Национальной театральной премии «Золотая маска». В роли Макбета — заслуженный артист России Сергей Блохин.

## Переводы на русский язык
Первый перевод «Макбета» на русский язык сделан в 1802 году А. И. Тургеневым. Добросовестный автор перевода признавал, что работа ему не удалась: «он вообще слаб». Сознавая несопоставимость своего и шекспировского «Макбета», переводчик не нашёл лучшего средства, как уничтожить перевод.
Почти все переводы Шекспира, сделанные в России в начале XIX века, выполнены в прозе с французских и немецких версий. В 1827 году М. П. Погодин писал: «Не стыд ли литературе русской, что у нас до сих пор нет ни одной его трагедии, переведённой с подлинника?». Доходило до казусов: в 1830-м А. Г. Ротчев озаглавил перевод шиллеровской переделки «Макбета» следующим образом: «Макбет. Трагедия Шакспира. Из сочинений Шиллера».
Среди русских литераторов того времени, пожалуй, наиболее ревностным почитателем Шекспира был В. К. Кюхельбекер. Во время пребывания в Шлиссельбургской крепости (июнь 1826 — октябрь 1827 г.) Кюхельбекер занялся английским языком, чтобы читать Шекспира в подлиннике. В августе — сентябре 1828 г. была переведена вчерне историческая хроника «Ричард II». В ноябре — декабре того же года Кюхельбекер перевёл «Макбета». Впоследствии, уже в ссылке (то есть после декабря 1835 г.), поэт коренным образом переработал перевод первых трёх актов трагедии.
М. П. Вронченко (1802—1855) — военный геодезист и географ по профессии, первый в России решился воссоздавать пьесы Шекспира на русском языке в истинном виде, без произвольных изменений, которыми отличались предшествующие переводы-переделки. За «Макбета» Вронченко принялся в 1828 году, однако из-за служебных занятий работа над переводом затянулась, перевод был окончен только в 1836 году. В том же году переводчик представил трагедию в драматическую цензуру, где она была запрещена. Содержащееся в «Макбете» изображение цареубийства делало эту трагедию Шекспира особенно подозрительной в глазах царских цензоров, и в период царствования Николая I её постановки неоднократно запрещались.
В дальнейшем на русский язык «Макбета» переводили неоднократно, в том числе А. Кронеберг (1847), С. Соловьёв (1934), А. Радлова (1935), Б. Пастернак (30-е гг. XX века), М. Лозинский (ок. 1949), Ю. Корнеев (1960), М. Вербина (2005), В. Гандельсман (2010), Г. Сегаль (2013), А. Чернов (2015).

## Адаптации сюжета

### Оперы и балеты
- «Макбет» — опера Джузеппе Верди (Флоренция, 1847).
- «Макбет» — симфоническая поэма Рихарда Штрауса (1888—1890).
- «Макбет» — балет Кирилла Молчанова (Москва, Большой театр, 1980).

### Экранизации
Пьеса экранизировалась десятки раз. В том числе:
| Год             | Страна                            | Название | Режиссёр                                | В ролях | Примечание                                                                                       |
| --------------- | --------------------------------- | --- | --------------------------------------- | --- | ------------------------------------------------------------------------------------------------ |
| 1898            | США                               | Макбет |                                         | Лоример Джонстон (Макбет) | Первая экранизация произведений Шекспира. Фильм утрачен.                                         |
| 1905            | США                               | Дуэль из Макбета                                                                                             |                                         | |                                                                                                  |
| 1908            | США                               | Макбет | Джеймс Стюарт Блэктон                   | Уильям Рэноус (Макбет), Пол Панцер (Макдуф), Чарльз Кент (Дункан), Луиз Карвер (леди Макбет)                                                                |                                                                                                  |
| 1909            | Италия                            | Макбет | Марио Казерини                          | Данте Каппелли (Макбет) |                                                                                                  |
| 1909            | Франция                           | Макбет | Андре Кальметт                          | Поль Муне (Макбет), Жанна Делвер (леди Макбет) |                                                                                                  |
| 1911            | Великобритания                    | Макбет | Уильям Баркер                           | Фрэнк Бенсон (Макбет), Констанс Бенсон |                                                                                                  |
| 1913            | Германия                          | Макбет | Артур Буршье                            | Артур Буршье (Макбет), Виолет Ванбург (леди Макбет) |                                                                                                  |
| 1914            | США                               | Когда Макбет прибыл в Снэйквилл                                                                              | Рой Клементс                            | Гарри Тодд (Макбет), Ивлин Селби (леди Макбет) |                                                                                                  |
| 1915            | Франция                           | Макбет |                                         | Северин-Марс (Макбет), Жоржетта Леблан (леди Макбет) |                                                                                                  |
| 1916            | Великобритания                    | Настоящая вещь наконец                                                                                       | Л. Макбин, Джеймс Мэтью Барри           | Эдмунд Гвенн (Макбет) | Пародия на американские фильмы                                                                   |
| 1916            | США                               | Макбет | Джон Эмерсон                            | Герберт Бирбом Три (Макбет), Констанс Колльер (леди Макбет), Споттисвуд Эйткен (Дункан), Ральф Льюис (Банко)                                                |                                                                                                  |
| 1922            | Великобритания                    | Макбет | Генри Паркинсон                         | Рассел Торндайк (Макбет), Сибил Торндайк (леди Макбет) |                                                                                                  |
| 1922            | Германия                          | Макбет | Хайнц Шелл                              | |                                                                                                  |
| 1945            | Великобритания                    | Знаменитые сцены из Шекспира № 2: Макбет — Акт II. Сцена 2; Акт V. Сцена 1                                   | Генри Касс                              | Уилфрид Лосон (Макбет), Кэтлин Несбитт (леди Макбет) | сериал «Напряжённые моменты из великих пьес»                                                     |
| 1946            | США                               | Макбет | Томас А. Блэр                           | |                                                                                                  |
| 1948            | США                               | Макбет | Джордж Орсон Уэллс                      | Орсон Уэллс (Макбет), Жанетт Нолан (леди Макбет), Дэн О’Херлихи (Макдуфф), Родди МакДауэлл (Малькольм)                                                      |                                                                                                  |
| 1948            | Великобритания                    | Сцены из «Двенадцатой ночи» и «Макбета»                                                                      | Майкл Бэрри                             | | Телефильм                                                                                        |
| 1949            | Великобритания                    | Макбет | Джордж Мор О’Ферролл                    | Стивен Мюррэй (Макбет) | Телефильм                                                                                        |
| 1949            | США                               | Макбет | Гарри Симпсон                           | Уолтер Хэмпден (Макбет) | Эпизод телесериала Телевизионный театр Психо                                                     |
| 1950            | США                               | Макбет | Лев Браун                               | Э. Г. Маршалл (Макбет), Ута Хаген (леди Макбет) | Эпизод телесериала Телевизионный театр Крафта                                                    |
| 1951            | США                               | Макбет | Юл Бриннер                              | Джон Кэррадайн (Макбет), Джудит Эвелин (леди Макбет) | Эпизод телесериала Конечно, как судьба                                                           |
| 1951            | США                               | Макбет | Франклин Шеффнер                        | Чарлтон Хестон (Макбет), Джудит Эвелин (леди Макбет) | Эпизод телесериала Первая студия                                                                 |
| 1951            | Индия                             | Таинственный мудрец                                                                                          | К. Рамнот                               | | на тамильском языке                                                                              |
| 1954            | Великобритания США                | Макбет Зал славы Hallmark                                                                                    | Хадсон Фосетт, Джордж Шефер             | Морис Эванс (Макбет), Джудит Андерсон (леди Макбет), Хаус Джеймисон (Дункан), Ричард Уоринг (Макдульф), Марго Стивенсон (леди Макдульф)                     | Телефильм                                                                                        |
| 1954            | Бразилия                          | Макбет | Дионисио Азеведу, Кассиано Габус Мендес | Дионисио Азеведу (Макбет), Марсия Реал (леди Макбет), Лима Дуарте (Макдуфф)                                                                                 | Эпизод из телесериала ТВ Авангард                                                                |
| 1955            | Великобритания США                | Джо Макбет                                                                                                   | Кен Хьюз                                | Пол Дуглас (Джо Макбет), Рут Роман (Лили Макбет) |                                                                                                  |
| 1955            | Канада                            | Макбет | Дэвид Грин                              | Бэрри Морс (Макбет), Кэтрин Блейк (леди Макбет) | Эпизод сериала «Фолио»                                                                           |
| Около 1955 года | Великобритания                    | Макбет | Лоуренс Оливье                          | Лоренс Оливье (Макбет), Вивьен Ли (леди Макбет) | незаконченный фильм                                                                              |
| 1957            | Япония                            | Трон в крови (蜘蛛巣城)                                                                                      | Акира Куросава                          | Тосиро Мифунэ (Васидзу — Макбет), Исудзу Ямада (Асадзи — леди Макбет)                                                                                       | Действие перенесено в средневековую Японию                                                       |
| 1958            | Великобритания                    | Для школ: Макбет                                                                                             |                                         | Дуглас Уилвер (Макбет) | Мини-сериал (2 серии): «Восхождение к власти» и «Ниспровержение»                                 |
| 1959            | Франция                           | Макбет | Клод Барма                              | Даниэль Сорано (Макбет), Мария Казарес (леди Макбет), Филипп Нуаре (Макдуфф)                                                                                | Телевизионный фильм                                                                              |
| 1960            | Великобритания США                | Макбет Зал славы Hallmark                                                                                    | Джордж Шефер                            | Морис Эванс (Макбет), Джудит Андерсон (леди Макбет), Малкольм Кин (Дункан), Иэн Баннен (Макдульф)                                                           | Телефильм                                                                                        |
| 1960            | Великобритания                    | Макбет | Роджер Дженкинс                         | Уильям Дэвлин (Макбет), Мэри Моррис (леди Макбет) | Эпизод сериала «Грозный выбор» (The Terrible Choice)                                             |
| 1960            | Италия                            | Macbeth | Алессандро Бриссон                      | Энрико Мария Салерно (Макбет) | Телевизионный фильм                                                                              |
| 1960            | Австралия                         | Макбет | Уильям Стерлинг                         | Кен Гудлет (Макбет) | Телевизионный фильм                                                                              |
| 1961            | Канада                            | Макбет | Пол Элмонд                              | Шон Коннери (Макбет), Зои Колдуэлл (леди Макбет) | Телевизионный фильм                                                                              |
| 1963            | ФРГ                               | Макбет | Карл О. Кох                             | Карл Дарроу (Макбет) | Телевизионный фильм                                                                              |
| 1964            | Сингапур Малайзия                 | Кровавый дворец                                                                                              | Хуссейн Ханифф                          | |                                                                                                  |
| 1965            | Австралия                         | Макбет | Алан Бурк                               | Вин Робертс (Макбет) | Эпизод телесериала Театр среды                                                                   |
| 1966            | Великобритания                    | Макбет | Майкл Симпсон                           | Эндрю Кейр (Макбет) | Телевизионный фильм                                                                              |
| 1966            | Испания                           | Трагедия Макбета                                                                                             | Педро Амалио Лопес                      | Франсиско Пикер (Макбет), Ирена Гутьеррес Каба (леди Макбет)                                                                                                | Эпаизод телесериала Студия 1                                                                     |
| 1968            | Бангладеш                         | Друг пастуха (Rakhal Bondhu)                                                                                 | Ибне Мизан                              | |                                                                                                  |
| 1969            | Польша                            | Макбет | Анджей Вайда                            | Тадеуш Ломницкий (Макбет), Барбара Ли-Хант (леди Макбет) | Телевизионный фильм                                                                              |
| 1970            | Великобритания · США              | Макбет | Чарльз Маркиз Уоррен                    | Майкл Джейстон (Макбет), Магдалена Завадска (леди Макбет)                                                                                                   | Телесериал                                                                                       |
| 1970            | Великобритания                    | Макбет | Джон Горри                              | Эрик Портер (Макбет), Джанет Сазман (леди Макбет), Джон Тоу (Банко)                                                                                         | Эпизод телесериала Пьеса месяца                                                                  |
| 1971            | Великобритания США                | Макбет | Роман Полански                          | Джон Финч (Макбет), Франческа Аннис (леди Макбет) |                                                                                                  |
| 1971            | ФРГ                               | Макбет | Вернер Шрётер                           | | телефильм                                                                                        |
| 1971            | ФРГ                               | Макбет, опера Розы фон Праунхайм (Macbeth Oper von Rosa von Praunheim)                                       | Роза фон Праунхайм                      | |                                                                                                  |
| 1974            | ФРГ                               | Макбет | Хансгюнтер Хайме                        | Ганс Шульце (Макбет) | телефильм                                                                                        |
| 1975            | Италия                            | Макбет | Франко Энрикез                          | Глауцо Маури (Макбет); Валерия Морикони (леди Макбет) | телефильм                                                                                        |
| 1976            | Венесуэла                         | Кровавый трон (Trono de sangre)                                                                              | Хуан Ламата                             | | телефильм                                                                                        |
| 1978            | Болгария                          | Макбет | Хачо Бояджиев                           | Любомир Киселички (Макбет); Виолета Гиндева (леди Макбет)                                                                                                   | телефильм                                                                                        |
| 1979            | Великобритания                    | Макбет (англ. Macbeth или A Performance of Macbeth)                                                          | Филипп Кассон (Philip Casson)           | Иэн Маккеллен (Макбет), Джуди Денч (леди Макбет) | Телевизионный фильм                                                                              |
| 1980            | ЮАР                               | Макбет (англ. Macbeth)                                                                                       | Дуглас Бристоу                          | Майкл МакКейб (Макбет), Сандра Дункан (леди Макбет) | Телевизионный фильм                                                                              |
| 1981            | США                               | Макбет (Macbeth)                                                                                             | Артур Аллпн Сайделман                   | Джереми Бретт (Макбет), Пайпер Лори (леди Макбет), Саймон Маккоркиндейл (Макдафф), Барри Праймус (Банко), Милли Перкинс (леди Макдафф)                      | видео                                                                                            |
| 1982            | Чехословакия                      | Макбет (Macbeth)                                                                                             | Антонин Дворак                          | Душан Йамрич (Макбет), Здена Студенкова (леди Макбет) | Телевизионный фильм на словацком языке                                                           |
| 1982            | США                               | Макбет (Macbeth)                                                                                             | Кирк Браунинг                           | Филип Энглим (Макбет), Морин Андерман (леди Макбет) | Телевизионный фильм                                                                              |
| 1982            | Венгрия                           | Макбет | Бела Тарр                               | Дьёрдь Черхальми (Макбет), Эржебет Кутвёлдьи (леди Макбет)                                                                                                  | Телевизионный фильм, снят всего двумя кадрами                                                    |
| 1983            | Великобритания · США              | Макбет | Джек Голд                               | Никол Уильямсон (Макбет), Джейн Лапотейр (леди Макбет) | BBC Television Shakespeare                                                                       |
| 1987            | Финляндия                         | Макбет (Macbeth)                                                                                             | Паули Пентти                            | Мато Валтонен (Макбет), Пиркко Хямяляйнен (леди Макбет) |                                                                                                  |
| 1987            | Франция ФРГ                       | Макбет (Macbeth)                                                                                             | Клод д’Анна                             | Лео Нуччи (Макбет), Ширли Верретт (леди Макбет) | фильм-опера. Музыка Джузеппе Верди                                                               |
| 1989            | Португалия                        | Макбет (Macbeth)                                                                                             | Хорхе Листопад                          | Антонио Маркус (Макбет), Мануэл Коэлью (леди Макбет) | Телевизионный фильм                                                                              |
| 1990            | США                               | Люди, достойные уважения (англ. Men of Respect)                                                              | Уильям Рейли (William C. Reilly)        | Джон Туртурро (Майк Батталья — Макбет), Кэтрин Боровиц (Рути Батталья — леди Макбет)                                                                        | Действие перенесено в мафиозный клан современной Америки                                         |
| 1992            | Россия Великобритания             | Макбет (Macbeth)                                                                                             | Николай Серебряков                      | Брайан Кокс (Макбет, голос), Зои Уолмейкер (леди Макбет, голос)                                                                                             | Мультфильм из цикла «Шекспир: Великие комедии и трагедии»                                        |
| 1993            | Финляндия                         | Макбет (Macbeth)                                                                                             | Аарно Кронвэлл                          | Йорма Хиннинен (Макбет), Синтия Маркис (леди Макбет) | Фильм-опера, музыка Д. Верди (ТВ)                                                                |
| 1997            | Великобритания                    | Макбет (Macbeth)                                                                                             | Джереми Фристон                         | Джейсон Коннери (Макбет), Хелен Баксендейл (леди Макбет), Грэм Мактавиш (Банко)                                                                             | Шотландский вариант пьесы                                                                        |
| 1997            | Италия                            | Набор ужасов Макбета (Macbeth horror suite di Carmelo Bene da William Shakespeare)                           | Кармело Бене                            | Кармело Бене (Макбет), Сильвия Паселло (леди Макбет) | телефильм                                                                                        |
| 1997            | Италия                            | Макбет: Мелодрама в четырёх действиях Джузеппе Верди (Macbeth: Melodramma in quattro atti di Giuseppe Verdi) | Карло Баттистони                        | Ренато Брузон (Макбет), Мария Гулегина (леди Макбет), Carlo Colombara (Банко)                                                                               | Фильм-опера театр Ла-Скала                                                                       |
| 1997            | Великобритания                    | Макбет в поместье (Macbeth on the Estate)                                                                    | Пенни Вулкок                            | Джеймс Фрейн (Макбет), Сьюзэн Видлер (леди Макбет), Эндрю Тирнан (Банко), Дэвид Хэрвуд (Макдуф), Рэй Уинстон (Дункан)                                       | Современная адаптация пьесы                                                                      |
| 1998            | Великобритания                    | Макбет (Macbeth)                                                                                             | Майкл Богданов                          | Шон Пертви (Макбет), Грета Скакки (леди Макбет), Джек Дэвенпорт (Малкольм)                                                                                  |                                                                                                  |
| 1998            | США                               | Макбет (Macbeth)                                                                                             | Пол Винарски                            | Стивен Льюис (Макбет), Даун Винарски (леди Макбет) | Телефильм                                                                                        |
| 1999            | США                               | Макбет в Манхэттене (Macbeth in Manhattan)                                                                   | Грег Ломбардо                           | Ник Грегори (Уильям — Макбет), Глория Рубен (Клаудия — леди Макбет)                                                                                         |                                                                                                  |
| 1999            | Швеция                            | Шекспировский Макбет (Shakespeare’s Macbeth)                                                                 | Томас Сегерстрём                        | Петер Сундберг (лорд Макбет), Карин Холмберг (леди Макбет)                                                                                                  | Римский театр исполняет пьесу в разрушенном замке на острове Готланд, Швеция.                    |
| 2000            | Венесуэла                         | Макбет-Санградор (Macbeth-Sangrador)                                                                         | Леонардо Энрикес                        | | Современная адаптация                                                                            |
| 2001            | Великобритания                    | Макбет (Macbeth)                                                                                             | Грегори Доран                           | Энтони Шер (Макбет), Гарриет Уолтер (леди Макбет) | Современная адаптация                                                                            |
| 2001            | США                               | Скотланд, Пенсильвания (Scotland, PA)                                                                        | Билли Морриссет                         | Джеймс Легро (Мак Макбет), Мора Тирни (Пат Макбет), Кристофер Уокен (лейтенант Макдуф), Джеймс Рехборн (Норм Дункан), Кевин Корриган (Энтони Банко Банкони) | Современная адаптация                                                                            |
| 2001            | США                               | Макбет: комедия (Macbeth: The Comedy)                                                                        | Эллисон Л. ЛиКалси                      | Эрика Бурк (Макбет), Джульетт Фернесс (леди Макбет) | Современная адаптация                                                                            |
| 2001            | Великобритания Мадагаскар Франция | Макибефо (Makibefo)                                                                                          | Александр Абела                         | Мартин Зия (Макбет), Неолини Дети (леди Макбет) | Действие перенесено в африканскую прибрежную деревню.                                            |
| 2001            | Германия                          | Рейв Макбет (Rave Macbeth)                                                                                   | Клаус Кнёсель                           | Майкл Розенбаум (Маркус — Макбет), Никки Эйкокс (Лидия — леди Макбет)                                                                                       | Действие происходит в модном ночном клубе rave                                                   |
| 2002            | США                               | Макбет (Macbeth)                                                                                             | Дж. Бреттон Труэт                       | Дж. Бреттон Труэт (Макбет), Фара Хоуп Зиммерман (леди Макбет)                                                                                               | Видео                                                                                            |
| 2002            | Швейцария                         | Макбет (Macbeth)                                                                                             | Томас Гримм                             | Томас Хэмпсон (Макбет), Паолетта Марроку (леди Макбет) | Фильм-опера, музыка Джузеппе Верди, Цюрихский оперный театр                                      |
| 2002            | США Йемен Германия                | Кто-то спит в моей боли: Восточно-Западный Макбет (Someone Is Sleeping in My Pain: An East-West Macbeth)     | Михаэль Роэс                            | | фильм снят в Нью-Йорке и Йемене с племенными воинами                                             |
| 2003            | США                               | Макбет (Macbeth)                                                                                             | Брайан Энк                              | Питер Б. Браун (Макбет), Мойра Стоун (леди Макбет), Юрий Ловенталь (Банко)                                                                                  | Сюрреалистическая адаптация классической трагедии Шекспира                                       |
| 2003            | Индия                             | Макбул (Maqbool)                                                                                             | Вишал Бхардвадж                         | Ирфан Хан (Макбул — Макбет), Табу (Нимми — леди Макбет)) | Интрига шекспировской трагедии перенесена в современный Бомбей.                                  |
| 2003            | Бразилия                          | Семь минут (Sete Minutos)                                                                                    | Биби Феррейра                           | | Действие перенесено в современную Бразилию                                                       |
| 2004            | США                               | Макбет, США (Macbeth)                                                                                        | Роберт С. Брюс                          | Гэри Садеруп (Макбет), Пэм Брэдли (леди Макбет), |                                                                                                  |
| 2004            | Швеция Норвегия                   | Макбет (Macbeth)                                                                                             | Бо Лэндин, Alex Scherpf                 | Тойво Луккари (Макбет),Anitta Suikkari (леди Макбет) | первый фильм на саамском языке                                                                   |
| 2004            | Великобритания                    | Шекспировский Макбет студии 4 кидз (Shakespeare 4 Kidz: Macbeth )                                            | Джулиан Ченери                          | Стив Пегит (Макбет),Мишель Коннолли (леди Макбет) |                                                                                                  |
| 2004            | Венгрия                           | Смерть за смерть (Halálos halál)                                                                             | Левенте Кишш                            | |                                                                                                  |
| 2005            | Канада                            | Macbeth 3000: This Time, It's Personal (Макбет 3000: на этот раз это личное )                                | Джефф Уоррен Мич                        | Билл Степек (Макбет), Кэйт Хортоп (леди Макбет), |                                                                                                  |
| 2005            | Великобритания                    | Макбет Эпизод цикла BBC Шекспир на новый лад: Макбет (англ. ShakespeaRe-Told: Macbeth)                       | Марк Брозел                             | Джеймс Макэвой (Макбет) | Телевизионный фильм, современная адаптация, действие разворачивается на кухне дорогого ресторана |
| 2006            | Австралия                         | Макбет (Macbeth)                                                                                             | Джеффри Райт                            | Сэм Уортингтон (Макбет) |                                                                                                  |
| 2006            | США                               | Макбет | Майкл Т. Старкс                         | Клайд Сакс (Макбет), Элизабет Пеннингтон (леди Макбет) |                                                                                                  |
| 2006            | Италия                            | Макбет | Андреа Бевилакуа                        | Лео Нуччи (Макбет), Сильви Валайяр (леди Макбет) | Фильм-опера, ТВ музыка Д. Верди Пармский театр                                                   |
| 2007            | Польша                            | Макбет | Гжегож Яжина                            | Цезари Косиньски(Макбет), Александра Конечна(леди Макбет)                                                                                                   | эпизод сериала «Телевизионный театр»                                                             |
| 2007            | Италия                            | Макбет 2.1                                                                                                   | Роберто Костантини                      | Родольфо Мантовани (Макбет), Валентина Бориани (леди Макбет)                                                                                                |                                                                                                  |
| 2008            | ЮАР                               | «Энтабени» (англ. Entabeni)                                                                                  |                                         | | Телесериал (6 серий). Современная адаптация                                                      |
| 2008            | Великобритания                    | «Ученик Макбета» (англ. Macbeth's Disciple)                                                                  | Джасмин Темпест                         | Роджер Барклай |                                                                                                  |
| 2009            | Франция                           | Макбет | Энди Соммер                             | Димитрис Тилиакос (Макбет), Виолетта Урмана (леди Макбет)                                                                                                   | Фильм-опера, ТВ музыка Д. Верди Парижский национальный оперный театр                             |
| 2009            | США                               | Фильм Макбет (Macbeth the Movie)                                                                             | Бретт Эшелман                           | Крис Кэнвилд (Макбет), Кэт Олссон (леди Макбет) |                                                                                                  |
| 2009            | США                               | Макбет: Издание Шекспировской библиотеки Фолджера (англ. Macbeth: Folger Shakespeare Library Edition )       | Аарон Познер                            | Йен Мэрилл Пикс (Макбет) |                                                                                                  |
| 2010            | Великобритания                    | Макбет (Macbeth)                                                                                             | Руперт Гулд                             | Патрик Стюарт (Макбет), Кейт Флитвуд (леди Макбет) | Современная адаптация                                                                            |
| 2010            | Польша                            | Макбет | Анджей Вайда                            | Кшиштоф Глобиш (Макбет), Ивона Бельская (леди Макбет) | эпизод сериала «Телевизионный театр»                                                             |
| 2011            | Великобритания                    | Макбет | Сью Джудд                               | Саймон Кинлисайд (Макбет), Людмила Монастырская (леди Макбет)                                                                                               | Фильм-опера, ТВ музыка Д. Верди Королевская опера                                                |
| 2011            | Парагвай                          | Макбет | Орасио Охеда Лаконьята                  | Орасио Охеда Лаконьята (Макбет), Алисия Авалос (леди Макбет)                                                                                                |                                                                                                  |
| 2011            | США                               | Макбет | Роберт Деламер                          | Дэвид Морриси (Макбет), Джулия Форд (леди Макбет), Ричард Бреммер (Дункан)                                                                                  |                                                                                                  |
| 2012            | Германия Австрия                  | Трагедия Макбета                                                                                             | Дэниэл Колл                             | Марек Оравек(Макбет), Ханна Тейлор-Гордон (леди Макбет) | видео                                                                                            |
| 2012            | США                               | Трагедия Макбета                                                                                             | Дэн Галлахер                            | | мультфильм                                                                                       |
| 2013            | Великобритания                    | Макбет | Роб Эшфорд, Тим Ван Сомерен             | Кеннет Брана (Макбет),Розали Крэйг (леди Макбет) | эпизод цикла Национальный театр в прямом эфире                                                   |
| 2013            | США                               | Макбет | Диллан Хорнер                           | Майло Пауэлл (Макбет), Нола Пауэлл (леди Макбет) | эпизод телесериала «Стаффорд, Алабама»                                                           |
| 2014            | Великобритания                    | Макбет | Ив Бест                                 | Джозеф Миллсон (Макбет), Саманта Спайро (леди Макбет) | театр «Глобус» на экране                                                                         |
| 2014            | США                               | Враг людской / Enemy of Man                                                                                  | Винсент Риган                           | Шон Бин (Макбет) |                                                                                                  |
| 2015            | Италия                            | Макбет | Марко Скальфи                           | фильм-опера. Музыка Джузеппе Верди Джузеппе Альтомаре (Макбет), Димитра Теодоссиу (леди Макбет)\|\|                                                         |                                                                                                  |
| 2015            | Великобритания \| Франция \| США  | Макбет (Macbeth)                                                                                             | Джастин Курзель                         | Майкл Фассбендер (Макбет), Марион Котийяр (леди Макбет) | Мрачно-реалистичная адаптация                                                                    |
| 2015            | Великобритания                    | Макбет | Эндрю Проктор                           | Уильям Маршалл (Макбет), Шеннон Барторп (леди Макбет) | современная адаптация                                                                            |
| 2015            | США                               | Тан Восточногог графства (Thane of East County)                                                              | Джесси Келлер                           | | современная адаптация                                                                            |
| 2016            | США                               | Макбет сошёл с ума (Macbeth Unhinged)                                                                        | Ангус Макфадьен                         | Ангус Макфадьен (Макбет, Тейлор Робертс (леди Макбет), Кевин Макнелли (Дункан), Гарри Ленникс (Банко)                                                       | современная адаптация                                                                            |
| 2017            | Канада                            | Макбет | Шела О’Брайэн                           | Йен Лэйк (Макбет), Кристин Пеллерин (леди Макбет) | Стратфордский фестиваль                                                                          |
| 2017            | Великобритания Канада             | Макбет | Диана Брукс                             | Дэвид Дж. Кеог (Макбет), Криша Фокс (леди Макбет) |                                                                                                  |
| 2017            | Великобритания                    | Макбет Полная пьеса Macbeth Full Play                                                                        | Кристина Эпплби                         | Стивен Синглтон (Макбет')', Кристина Эпплби (леди Макбет),                                                                                                  |                                                                                                  |
| 2017            | США                               | Макбет Шотландии / Macbeth of Scotland Inc                                                                   | Lauren LaCasse                          | Тони Риан (Макбет), Роза Варинер (леди Макбет) | современная адаптация                                                                            |
| 2017            | США                               | Скрыт кинжал за каждою улыбкой Daggers in Men’s Smiles                                                       | Лиа Роуз Дугал                          | Бенджамин Линдер О Нейл (Макбет), Бриттани Хреха (леди Макбет)                                                                                              |                                                                                                  |
| 2018            | Великобритания                    | Макбет | Кит Монкмен                             | Марк Роули (Макбет) | Современная адаптация                                                                            |
| 2018            | Великобритания                    | Макбет | Робин Лок, Полли Файндлей               | Кристофер Экклстон (Макбет, Нив Кьюсак) (леди Макбет), Люк Ньюбери (Малкольм)                                                                               | Королевская шекспировская компания в прямом эфире                                                |
| 2018            | Великобритания                    | Макбет | Руфус Норрис                            | Рори Киннир (Макбет), Энн-Мари Дафф (леди Макбет), Патрик О’Кейн)                                                                                           | Национальный театр в прямом эфире                                                                |
| 2018            | США                               | Макбет (Macbeth)                                                                                             | Брайан Армс                             | Трэвис Шоаф (Макбет) |                                                                                                  |
| 2018            | Италия                            | Макбет Неокиноопера/Macbeth — Neo Film Opera                                                                 | Даниеле Кампеа                          | |                                                                                                  |
| 2019            | Бельгия                           | Мекбет | Дрис Де Уин                             | Саид Бумазу(Макбет) | Современная адаптация в театре Froe Froe                                                         |
| 2020            | Великобритания                    | Макбет | Патрик Споттисв                         | Айдан Ченг (Макбет) | театр «Глобус» на экране                                                                         |
| 2020            | Россия                            | Макбет | Сергей Цимбаленко                       | Сергей Цимбаленко (Макбет) |                                                                                                  |
| 2021            | США                               | Трагедия Макбета                                                                                             | Джоэл Коэн                              | Дензел Вашингтон (Макбет), Фрэнсис Макдорманд (леди Макбет), Брендан Глисон (Дункан), Кори Хоукинс (Макдуф), Берти Карвел (Банко)                           |                                                                                                  |

## Влияние на культуру

### Музыка
- Альбом группы Rebellion 2002 года называется Shakespeare’s Macbeth — A Tragedy In Steel.
- Macbeth — готик-метал-группа из Милана, Италия, образовавшаяся летом 1995 года под названием «Land of Dark Souls» («Земли Тёмных Душ»). Они выпустили одну демозапись и четыре альбома.
- Под влиянием пьесы Шекспира написан восьмой студийный альбом американской рок-группы Marilyn Manson — Born Villain. В начале песни Overneath the Path of Misery Мэрилин Мэнсон произносит монолог Макбета «Завтра, завтра, завтра…»
- «Вещие сёстры» упоминаются и в песне группы Dead Celebrity Status[англ.] «Somebody Turn The Lights Off».
- Сюжет пьесы лёг в основу альбома «Thane To The Throne» хэви-метал группы Jag Panzer[англ.].

### Кино и телевидение
- В американском короткометражном немом кинофильме «Когда Макбет прибыл в Снэйквилль» / When Macbeth Came to Snakeville (1914 год) в комедийном виде обыгрывается постановка пьесы.
- Мотивы шекспировской пьесы присутствуют в американском фильме 1966 года «Новенькая в молодёжной банде» / Teenage Gang Debs режиссёра Сэнди Джонсона
- В британском кинофильме «Дело самоубийцы» режиссёра Сидни Люмета, снятом в 1967 году присутствуют большие фрагменты из пьесы Шекспира
- В нескольких сериях (2-я, конец 9-й, 10-я) второго сезона аниме-сериала «Горизонт на Границе Пустоты» Томас Шекспир (по сюжету — студент Оксфордской академии и известный писатель в Англии) в битвах с Тусан Нашинбарой (секретарь академии Мусаши Ариадуст) инсценирует постановку Макбета, таким образом делая своего соперника участником трагедии (2012).
- Макбет является персонажем мультсериала «Гаргульи». При этом в ряде серий присутствуют отсылки к пьесе Шекспира.
- Канал BBC в 2005 году выпустил мини-сериал Шекспир на новый лад, вторым эпизодом которого стала вольная экранизация «Макбет» с Джеймсом Макэвоем в главной роли. Действие сюжета перенесено в настоящее время, а события разворачиваются вокруг известного ресторана, владельцем которого является Дункан.

## «Проклятие»
В театральном сообществе считается дурным знаком произносить название пьесы вслух в помещении театра. Вместо этого актёры и остальные члены театральной группы употребляют эвфемизм Шотландская пьеса.